# Ferrán Terra
Ferrán Terra Navarro (ur. 10 marca 1987) – hiszpański narciarz alpejski, uczestnik Zimowych Igrzysk Olimpijskich 2010 w Vancouver.
W Pucharze Świata zadebiutował 28 października 2007 w Sölden w slalomie gigancie. Nigdy nie punktował w zawodach tej rangi.
W 2009 roku zajął 28. miejsce w zjeździe w ramach mistrzostw świata w narciarstwie alpejskim w Val d’Isère. W lutym 2010 roku wziął udział w czterech konkurencjach alpejskich na igrzyskach w Vancouver. W supergigancie zajął 27. miejsce, w zjeździe był 44., a w pozostałych konkurencjach nie został sklasyfikowany, gdyż nie ukończył przejazdów.

## Udział w ważnych imprezach

### Zimowe igrzyska olimpijskie
- Vancouver 2010 – 27. (super gigant), 44. (zjazd), DNF (slalom gigant, super kombinacja)
- Soczi 2014 – 25. (super kombinacja), 34. (zjazd), DSQ (super gigant), DNF (slalom gigant)

### Mistrzostwa Świata
- Are 2007 33. (slalom gigant)
- Val d Isere 2009 – 28. (zjazd), 33. (slalom gigant), DNF (super kombinacja)
- Ga-Pa 2011 – 16. (super kombinacja), 32. (zjazd), DNF (super gigant, slalom gigant)
- Schladming 2013 – DNF (zjazd, super gigant), DSQ (super kombinacja)

### Mistrzostwa Świata Juniorów
- Bardonecchia 2005 – 52. (zjazd), 60. (super gigant), DNF (slalom gigant)
- Kanada 2006 – 40. (super gigant), 49. (slalom gigant), 56. (zjazd), DNF (slalom)
- Altenmarkt-Zauchensee, Flachau 2007 – 22. (supergigant), 45 (slalom gigant), DNF (zjazd)